# Triclema melambrotus
Triclema melambrotus is een vlinder uit de familie van de Lycaenidae. De wetenschappelijke naam van de soort is voor het eerst gepubliceerd in 1893 door William Jacob Holland.
De soort komt voor in Nigeria, Kameroen, Gabon, Congo-Kinshasa, Oeganda, Kenia en Tanzania.